# Amador Izasa
Amador Izasa (San José de Jáchal, 1855-San Juan, 27 de septiembre de 1923) fue un político argentino, que se desempeñó como gobernador de San Juan entre el 12 de mayo de 1917 y 24 de noviembre de 1919, cuando la provincia fue intervenida por el presidente Hipólito Yrigoyen. 

## Biografía
Era hijo de Pedro Celestino Isaza, santafesino, y Ruperta Zelaya, riojana. Previamente se había desempeñado como diputado provincial. Elegido por el Partido Concentración Cívica, su vicegobernador fue Duilio Graffigna, lo cual generó un conflicto con el gobierno nacional de la Unión Cívica Radical, que terminó por intervenir la provincia alegándose que impera un régimen de absoluto desconocimiento de los principios fundamentales del gobierno republicano. En 1918 se había producido un cisma en el seno del Partido Radical con acusaciones cruzadas, graves incidentes e incendios de locales partidarios entre ambas fracciones partidistas, como resultado de ello Federico Cantoni, que presidía el partido a nivel provincial, se retiró de la UCR fundó el Partido Radical Intransigente desde allí atacaría al gobernador Izasa. En enero de 1919 estallarían graves incidentes en la provincia al declararse la misma en bancarrota, junto con el pedido de quiebra del Banco Provincial, San Juan se hallaba fuertemente endeudado, tras decisiones administrativas de Izasa quién triplico la planta de empleados provinciales en dos años.